# Paphiopedilum expansum
Paphiopedilum expansum är en orkidéart som beskrevs av John T. Atwood. Paphiopedilum expansum ingår i släktet Paphiopedilum och familjen orkidéer.
Artens utbredningsområde är Filippinerna. Inga underarter finns listade i Catalogue of Life.